# Jeep 4x4: Trail of Life
Jeep 4x4: Trail of Life (también conocido como Jeep: Trail of Life) es un videojuego de carreras promocional desarrollado por Terminal Reality y publicado por DaimlerChysler para Microsoft Windows en 2003 para promover la nueva película de Paramount Pictures, Lara Croft Tomb Raider: The Cradle of Life. Fue la segunda y última versión demo del 4×4 EVO 2, aunque su contenido volvió a ser completamente diferente.
Este juego ya no está disponible para su descarga en el sitio web de Jeep desde que su promoción finalizó alrededor de 2004, aunque, irónicamente, algunas de las páginas web oficiales de este juego siguen activas.

## Jugabilidad
El juego es técnicamente un reskin de Jeep de 4×4 EVO 2, solo presenta un vehículo la Jeep Wrangler Rubicon y solo una pista/mapa que se puede recorrer libremente y está basado en misiones.